# Зернов, Алексей Иванович
Алексей Иванович Зернов (13 марта 1891 — январь 1942) — русский и советский художник. Живописец, график, педагог.

## Биография
Родился в крестьянской семье, учился в церковно-приходской школе, подростком работал пастухом.
Сбежав в город, брался за любые работы. В 1913 году уехал в Оренбург, где работал чертёжником на железной дороге. Позднее попал на войну на румынский фронт. После войны попал в город Кузнецк (бывший уездный центр Саратовской губернии), где прожил четыре года, женился, обзавёлся семьёй. В Кузнецке вёл кружки рисования, оформлял рабочие и красноармейские клубы.
Позднее перебрался в Петроград, где учился на живописном факультете ВХУТЕМАС-ВХУТЕИЕ (1922—1926) у А. И. Савинова и К. С. Петрова-Водкина. Преподавал в петроградских школах и детском доме, в различных художественных кружках, средних школах и технических вузах Ленинграда.
Выработал индивидуальный «пуантилистический» метод. Зернов обладал физическим ощущением вневременности, вненаходимости.
Работал «для себя», по собственному желанию не выставлялся.
Умер от голода в блокаду.

## Работы
Работы экспонировались в «Русском музее». Работы хранятся в ГРМ, в Гравюрном кабинете (г. Дрезден, Германия). В славянском отделении музея Калифорнийского университета (Лос-Анджелес, США), в частных собраниях Москвы и Санкт-Петербурга.

## Книги
- Б. Алексеев «Возвращая забытые имена», «Огонек» № 51, М., декабрь 1988;
- «А. И. Зернов. Каталог выставки. Живопись, рисунки, акварели», СПб., Летний сад, 1992. С. 1-4.;
- В. В. Милютина и о ней. М., Прометей, 1991, С. 58, 62.